# Louis Gaulis
 (février 2016).
Si vous disposez d'ouvrages ou d'articles de référence ou si vous connaissez des sites web de qualité traitant du thème abordé ici, merci de compléter l'article en donnant les références utiles à sa vérifiabilité et en les liant à la section « Notes et références ».
Louis Gaulis (Londres, 20 mars 1932 - Tyr, 29 mars 1978) est un comédien suisse, auteur dramatique, romancier et poète.

## Biographie
Louis Gaulis passe son enfance à Genève, avant d'y entamer des études d'ethnologie. Il se consacre ensuite au théâtre. Il fonde avec des amis (dont le comédien Bernard Haller) le cabaret du Moulin à Poivre, installé dans l'arrière salle d'un café de Genève. À la fois acteur, auteur et musicien, il écrit sa première pièce, Noces de paille, qui y est jouée en 1956. 
En 1958, il est l'un des fondateurs du théâtre de Carouge (Genève, Suisse) avec Philippe Mentha et François Simon. Jusqu'en 1962, il en sera aussi un des comédiens. Durant sa carrière, il adapte de nombreuses pièces de théâtre, écrit des poèmes, des chansons ou des nouvelles. 
À partir de 1972, il collabore avec la Croix rouge internationale et effectue des missions au Bangladesh, au Vietnam, à Chypre et au Liban. Il est tué lors d'une mission au Liban le 29 mars 1978.

## Œuvres
- Noces de paille (1956), pièce de théâtre
- Capitaine Karagheuz (1959), pièce de théâtre en un prologue, cinq tableaux et un épilogue, Éditions de l'Aire, Vevey
- Le Serviteur absolu (1967), pièce de théâtre, Éditions de l'Aire, Vevey
- La fin d'une corvée de bois, (1974), recueil de nouvelles, Éditions l'Âge d'homme, Lausanne
- Six poèmes pour Chypre (1975), Chr. Georgiou & Sons Ltd., Limassol
- Zig-Zag Street (1979), roman, Ed. Fontainemore-Journal de Genève

## Famille
Il a épousé l’artiste-peintre française Henriette de Foras, dont il a eu une fille, Marie Gaulis (1965-2019), écrivain, qui relate dans Lauriers Amers (2009) la mort de son père au Liban.